# Clogherhead
Clogherhead (Ceann Chlochair en irlandais) est un petit port de pêche dans le comté de Louth en Irlande.
Le village de Clogherhead compte 1 558 habitants.